# Stenophylax serratus
Stenophylax serratus är en nattsländeart som beskrevs av Navás 1921. Stenophylax serratus ingår i släktet Stenophylax och familjen husmasknattsländor. Inga underarter finns listade i Catalogue of Life.